# Württembergische Ts 4
Die Lok der Baureihe 99.17, Ts 4 der Königlich Württembergischen Staats-Eisenbahnen wurde für den Einsatz auf der 15,11 Kilometer langen Strecke zwischen den Orten Altensteig und Nagold angeschafft. Die drei Tenderlokomotiven hatten einen Außenrahmen und ein Klose-Triebwerk. Die erste und die vierte Achse wurden über die dritte, seitlich bewegliche Achse mittels eines Hebelsystems gesteuert. Die zweite Achse wurde durch die innenliegenden Zylinder angetrieben und hatte keine Spurkränze. Insgesamt war das System sehr zuverlässig, allerdings auch sehr wartungsaufwändig.
Die Fahrzeuge wurden 1891, 1892 und 1899 geliefert und später alle von der Reichsbahn übernommen. Dort erhielten sie die Nummern 99 171–99 173. Sie trugen die Namen Altensteig, Berneck und Ebhausen.